# Fogliano Redipuglia
Fogliano Redipuglia (en friülà, Foian, en eslovè, Sredipolje) és un municipi italià, dins de la província de Gorizia. Forma part de la comarca de Bisiacaria. L'any 2007 tenia 3.034 habitants. Limita amb els municipis de Doberdò del Lago, Gradisca d'Isonzo, Ronchi dei Legionari, Sagrado, San Pier d'Isonzo i Villesse.

## Administració
| Període | Identitat   | Partit         |
| ------- | ----------- | -------------- |
| 2004-   | Mauro Piani | Centreesquerra |